# Eupithecia roderaria
Eupithecia roderaria är en fjärilsart som beskrevs av Standfuss 1888. Eupithecia roderaria ingår i släktet Eupithecia och familjen mätare. Inga underarter finns listade i Catalogue of Life.